# Yolanda Díaz
Yolanda Díaz Pérez (Fene, La Coruña, 6 de mayo de 1971) es una abogada laboralista y política española, ministra de Trabajo y Economía Social desde enero de 2020 y vicepresidenta segunda del Gobierno de España desde julio de 2021. Es fundadora de Sumar y fue su coordinadora general desde abril hasta junio de 2024, tras su dimisión a raíz de los malos resultados de las elecciones europeas.
Es fundadora y militante del partido político Movimiento Sumar
 y afiliada al Partido Comunista de España. Previamente, Díaz estuvo afiliada y fue líder de Esquerda Unida —federación gallega del partido Izquierda Unida del cual se desvinculó en 2019—, cuyas listas integró en diversas convocatorias electorales en Galicia. Formó parte de la coalición Alternativa Galega de Esquerda en 2012, de En Marea en 2015 y 2016, y de En Común en 2019. Se presentó en las listas de Unidas Podemos al Congreso de los Diputados en tres ocasiones, desde su configuración como coalición electoral en 2016.
En 2022 se convirtió en la fundadora e imagen principal de la plataforma Sumar, constituida en 2023 como partido político. Dicho partido sirvió como base para crear una coalición electoral homónima con la que Yolanda Díaz se postuló a la presidencia del Gobierno en las elecciones generales del 23 de julio de 2023.En la XV legislatura fue nombrada de nuevo vicepresidenta segunda y ministra de Trabajo y Economía Social del Gobierno de España.

## Biografía
Es hija de Suso Díaz, militante del Partido Comunista de España y exsecretario general de Comisiones Obreras en Galicia; asimismo, su tío Xosé Díaz fue miembro del Partido Comunista de Galicia y diputado en el Parlamento de Galicia por el Bloque Nacionalista Galego entre 1997 y 2005.[cita requerida]
Se licenció en Derecho en la Universidad de Santiago de Compostela. Posteriormente, realizó un curso superior en Relaciones Laborales por la Universidad de Santiago de Compostela (1997), un curso en dirección de personal y recursos humanos de la Confederación de Empresarios de Galicia (1997) y un curso en Derecho urbanístico y Ordenación del territorio por la Universidad de Santiago de Compostela (2006-2007). También cursó formación complementaria en Seguridad Social, contratación laboral, administración y poder político y sobre género.
Sus inicios fueron en un trabajo como pasante en un despacho de abogados de Santiago de Compostela. Posteriormente, en 1998, se colegió y abrió su despacho en Ferrol.

## Vida política

### Concejal en elAyuntamiento de Ferrol(2003-2012)
En 2007, cuando se convirtió en teniente de alcalde de Ferrol, siguió ejerciendo de abogada laboralista. Accedió a la coordinación nacional de Esquerda Unida en 2005, y fue la candidata de la formación a la presidencia de la Junta de Galicia en las elecciones de ese año. Obtuvo unos 12 000 votos (0,8 %), por lo que se configuró como cuarta fuerza política de Galicia. En las elecciones municipales de 2007, fue la cabeza de lista de la formación a la alcaldía de Ferrol, uno de los lugares donde Esquerda Unida obtiene sus mejores porcentajes de voto en toda Galicia. Obtuvo 5203 votos (14,19 %), que se tradujeron en cuatro concejales. Tras formalizar un acuerdo para un gobierno de coalición con el PSG-PSOE y recibir el candidato socialista a la alcaldía Vicente Luis Irisarri Castro el apoyo también del Bloque Nacionalista Galego, se constituyó un gobierno municipal presidido por Irisarri con Díaz como primera teniente de alcalde. Sin embargo, la coalición se rompió en octubre de 2008, permaneciendo la abogada laboralista como portavoz de su grupo.
Díaz apoyó la candidatura de Cayo Lara a la coordinación general de Izquierda Unida en la IX Asamblea, y fue desde entonces (diciembre de 2008) responsable de la secretaría de Políticas Sociales dentro de la comisión ejecutiva de IU.
Fue la candidata de Esquerda Unida a la presidencia de la Junta de Galicia en las elecciones autonómicas de 2009, sin conseguir representación. 

### Diputada delParlamento de Galicia(2012-2016)
Encabezó la lista de candidatos de Esquerda Unida de cara a las elecciones al Parlamento de Galicia de 2012 celebradas el 21 de octubre de 2012. Una candidatura en la que finalmente Esquerda Unida formó coalición con Anova-Irmandade Nacionalista, Espazo Ecosocialista Galego y Equo-Galicia, constituyendo una lista única denominada Alternativa Galega de Esquerda (AGE), que consiguió 9 diputados y ocupó la viceportavocía del grupo en el Parlamento de Galicia.

### Diputada en elCongreso de los Diputados(desde 2016)
La coalición electoral de ámbito gallego denominada En Marea, formada por Podemos, Anova y Esquerda Unida, así como por diferentes alianzas y agrupaciones ciudadanas que obtuvieron éxito en las elecciones municipales de mayo de 2015 (Marea Atlántica, Compostela Aberta y Ferrol en Común), obtiene 6 diputados, incorporándose Yolanda Díaz como n.º 2 por la provincia de La Coruña. Esta coalición fue formada en noviembre de 2015 para competir en dichas elecciones generales, pese a la posición en contra de gran parte de la militancia de Esquerda Unida.
Como parte del acuerdo entre los partidos, la coalición apareció en las papeletas con el nombre En Marea (Podemos-En Marea-Anova-EU). Aunque la intención mostrada por la misma era constituirse como grupo propio en el Congreso, finalmente, y ante la reiterada negativa de la Mesa del Congreso a reconocer el derecho a grupo propio, acabaron por integrarse en el grupo parlamentario de Podemos, que se constituyó como grupo confederal. En Marea estuvo en igualdad de condiciones con la agrupación parlamentaria catalana y valenciana: portavoces propios, agenda y manejo de los recursos propios y autonomía política.
El 3 de junio de 2017 deja de ser coordinadora nacional de Esquerda Unida, relevada en el cargo por Eva Solla. Abandonó la militancia de Esquerda Unida en octubre de 2019, tras la negociación de la fallida investidura, descontenta con la posición de Izquierda Unida en la misma. Sin embargo, siguió militando en el PCE. A partir de entonces comenzó un recorrido paralelo a Unidas Podemos que pretende terminar en la construcción de un espacio amplio y transversal que funcione de proyecto político aglutinador a la izquierda del PSOE.

#### Ministra de Trabajo y Economía Social (2020-2023) y Vicepresidenta del II Gobierno Sánchez (2021-2023)
En enero de 2020, el presidente del Gobierno, Pedro Sánchez, la designó ministra de Trabajo y Economía Social con motivo de la formación de un gobierno de coalición entre el Partido Socialista Obrero Español y Unidas Podemos. Yolanda Díaz pasó a formar parte del Segundo Gobierno Sánchez.
Tras la renuncia de Pablo Iglesias como vicepresidente segundo y ministro de Derechos Sociales y Agenda 2030 para presentarse a las elecciones a la Asamblea de la Comunidad de Madrid de mayo de 2021, fue nombrada vicepresidenta tercera del Gobierno. Tras la destitución de Carmen Calvo como vicepresidenta primera del Gobierno y la reducción de cuatro a tres vicepresidencias, fue promovida a vicepresidenta segunda del Gobierno.

##### Despido por baja médica
Una de sus primeras medidas, en febrero de 2020, fue la eliminación artículo 52 d del Estatuto de los Trabajadores, que permitía el despido de un trabajador por la acumulación de bajas médicas de forma intermitente, aunque estas estuvieran justificadas.
Asimismo, el Gobierno aprobó en 2022 la ley 15/2022, de 12 de julio, integral para la igualdad de trato y la no discriminación, establece que nadie puede ser discriminado por razón de enfermedad o incapacidad temporal, lo que, en la práctica, dificulta, por ejemplo, el despido de un trabajador por estar de baja médica.

##### «Ley Rider»
El Gobierno aprobó el 28 de septiembre de 2021 la conocida como «Ley Rider» para hacer frente al modelo de «falsos autónomos» que plataformas como Deliveroo, Uber Eats y Glovo utilizaban para dar empleo a los repartidores de comida a domicilio, por lo que esta ley les obliga a contratarlos con un seguro de accidentes y de responsabilidad civil. Como consecuencia de esta ley, Deliveroo anunció la salida del mercado español y se aprobó una ley similar en el seno de la Unión Europea. En diciembre de 2024, Glovo anunció el abandono definitivo de su modelo de «falsos autónomos» un día antes de que su CEO, Oscar Pierre, declarase en un proceso penal abierto contra la empresa, acusada, por este motivo, de un delito contra los derechos de los trabajadores. El Ministerio de Trabajo estimaba que la empresa debía 267 millones de euros en cotizaciones impagadas a la Seguridad Social.

##### Reforma laboral de 2022
En noviembre de 2021 Díaz se compromete a derogar la reforma laboral implantada por el gobierno de Mariano Rajoy, siguiendo la hoja de ruta establecida en el pacto PSOE-Unidas Podemos.

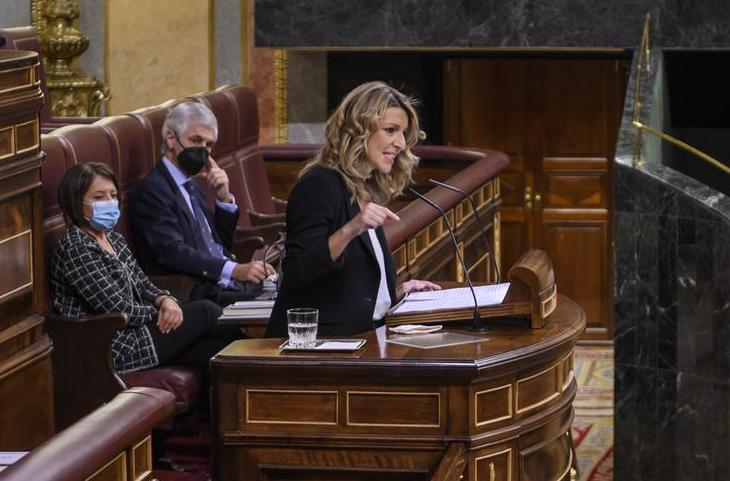
Yolanda Díaz en su intervención en el Congreso de los Diputados el día de la aprobación de la reforma laboral

La reforma laboral de 2022, liderada por la ministra Yolanda Díaz, de Podemos-IU, fue pactada con la Confederación Española de Organizaciones Empresariales (CEOE) y los principales sindicatos, algo que no había ocurrido nunca. No deroga algunos aspectos de la anterior reforma laboral del gobierno de Mariano Rajoy, del Partido Popular, solo la modifica, y no toca las indemnizaciones por despido. Busca principalmente reducir la temporalidad y la tasa de desempleo. El cambio más importante que provoca en el mercado laboral es que se reducen el número de tipos de contratos. Todos los contratos pasan a considerarse indefinidos y solo se habilitan dos contratos temporales, el de circunstancias de la producción, para determinados sectores o circunstancias especiales concretas, y por sustitución. El contrato fijo-discontinuo queda únicamente orientado a tareas de carácter estacional, como la hostelería. La reforma laboral fue aprobada el 3 de febrero de 2022 por el Congreso de los Diputados tras obtener 174 votos en contra y 175 a favor.

###### ERTE
El artículo 47 del Estatuto de los Trabajadores consolida la fórmula de los ERTE como mecanismo de ayuda a empresas en dificultades económicas en momentos de crisis. Esto surgió en 2020, tras el estallido de la pandemia de COVID-19 en España, como fórmula de preservación del empleo de millones de trabajadores, que de un día para otro vieron cómo se paraba la actividad económica por causa de fuerza mayor. Una de cada cinco empresas, unas 517 000 empresas del registro mercantil, recurrió a este sistema, especialmente las dedicadas a la hostelería (54,7 %), las actividades artísticas (36,1 %) y las sanitarias (35,3 %). La reforma laboral consolida como esta fórmula como mecanismo de carácter estructural que permita responder a «shocks económicos». Este mecanismo se volvió a activar tras las inundaciones de la DANA de 2024.

##### Subidas del salario mínimo
En 2020, el Gobierno de Pedro Sánchez, con Yolanda Díaz como ministra de Trabajo, elevó el salario mínimo desde los 900 € a los 950 € brutos mensuales en 14 pagas. En 2021, desde los 950 € a los 965 €. En 2022, desde los 965 € a los 1000 €. En 2023, desde los 1000 a los 1080 €. La subida de 2020 tuvo la firma de los empresarios, las de 2021, 2022 y 2023 no.

##### Seguridad de los trabajadores
El Gobierno de Sánchez, con Yolanda Díaz al frente del Ministerio de Trabajo y Economía Social, reformó el Real Decreto 486/1997, de 14 de abril, «por el que se establecen las disposiciones mínimas de seguridad y salud en los lugares de trabajo estableciendo la obligación concreta de prever medidas adecuadas frente a riesgos relacionados con fenómenos meteorológicos adversos, incluida la prohibición de desarrollar determinadas tareas durante las horas del día en las que estos concurran, resultando obligatoria la adaptación de las condiciones de trabajo, incluida la reducción o modificación de las horas de desarrollo de la jornada prevista cuando la Agencia Estatal de Meteorología o, en su caso, el órgano autonómico correspondiente en el caso de las comunidades autónomas que cuenten con dicho servicio, emita aviso de fenómenos de nivel naranja o rojo y las medidas preventivas anteriores no garanticen la protección de las personas trabajadoras».

##### Trabajo doméstico
Tras la sentencia del Tribunal de Justicia de la Unión Europea (TJUE), del 24 de febrero de 2022, que consideró que se discriminaba a los trabajadores del hogar por ser el único sector que no tenía derecho al paro, el Ministerio de Trabajo y Economía Social comandado por Yolanda Díaz aprobó el 2 de marzo de 2022 este derecho y la ratificación del convenio 189 de la Organización Internacional del Trabajo (OIT), que reconoce la equiparación de la protección social de este colectivo de trabajadores con el resto de asalariados, siendo ratificado en el Congreso de los Diputados el 9 de junio de 2022, en una histórica votación en la que todos los partidos políticos votaron a favor. 
Asimismo, desde el 1 de enero de 2023, con la entrada en vigor del Real Decreto-ley 16/2022, entre las reformadas llevadas a cabo, el Gobierno eliminó la figura del «desistimiento», una modalidad de despido sin causa que permitía a los empleadores prescindir de las trabajadoras del hogar con una indemnización reducida de 12 días por año trabajado. Esta práctica fue considerada discriminatoria, ya que no exigía justificación y otorgaba menos protección que la ofrecida a otros trabajadores. Con la reforma, las empleadas del hogar pasaron a tener derecho a una indemnización de 33 días por año trabajado en casos de despido improcedente, equiparándose así al resto de trabajadores.
 También se eliminó la posibilidad de que los empleados del hogar que trabajen menos de 60 horas mensuales por empleador asuman por sí mismos las obligaciones de alta y cotización en la Seguridad Social. A partir de esa fecha, la responsabilidad de tramitar el alta y realizar las cotizaciones recae exclusivamente en el empleador, sin importar la duración o la cantidad de horas trabajadas. No cumplir con esta obligación puede acarrear sanciones significativas. La Tesorería General de la Seguridad Social puede dar de alta de oficio al trabajador y exigir el pago de las cuotas adeudadas desde el inicio de la actividad. Además, la Inspección de Trabajo y Seguridad Social puede imponer multas por infracción grave, que varían entre 3750 y 12 000 euros, dependiendo de la gravedad del incumplimiento.

##### Agencia Española de Empleo
La Ley 3/2023, de 28 de febrero, de Empleo, regula la conversión del Servicio Público de Empleo Estatal (SEPE) en la Agencia Española de Empleo, como parte de la estructura del nuevo Sistema Nacional de Empleo y anticipa la creación de un gran portal público estatal de empleo, una suerte de «InfoJobs estatal», mediante el Sistema Público Integrado de Información de los Servicios de Empleo, que contará con los datos de todas las ofertas de empleo que existan en todo el territorio nacional, pues las empresas tendrán la obligación de comunicar a este portal todos los puestos vacantes que tengan. La operatividad efectiva —es decir, la plataforma, los procedimientos, el acceso obligatorio— aún está pendiente de desarrollo reglamentario.

##### Becarios
El 28 de junio de 2023, el Gobierno hizo obligatoria para 2024 la inclusión de los alumnos que realizan prácticas formativas o académicas en el sistema de la Seguridad Social. De esta manera, las empresas tienen que dar de alta a los becarios, independientemente de si hacen prácticas remuneradas o no, para que su periodo de prácticas compute como cotizado para sus pensiones.

##### Fundación y liderazgo de Sumar
En noviembre de 2021, anunció su intención de crear una plataforma política para presentarse a las próximas elecciones generales de España, comenzando un «proceso de escucha» tras las vacaciones de Navidad. Este nuevo proyecto político se ha identificado por los medios como un «frente amplio».
La materialización de su proyecto de escucha tuvo lugar con un acto denominado Otras políticas, celebrado en el Teatro Olympia de Valencia el 13 de noviembre de 2021, donde se reunió con mujeres del ámbito de la izquierda transformadora de distintos partidos, siendo las mismas: la alcaldesa de Barcelona, Ada Colau (Barcelona en Comú); la vicepresidenta primera y consejera de Igualdad de la Comunidad Valenciana, Mónica Oltra (Compromís); la líder de la oposición en la Asamblea de Madrid, Mónica García (Más Madrid); y la diputada de la oposición en la Asamblea de Ceuta, Fátima Hamed (Movimiento por la Dignidad y la Ciudadanía).[cita requerida]
El 19 de mayo de 2022, registró una nueva asociación política llamada Sumar en el Ministerio del Interior. Su objetivo era unir fuerzas para las próximas elecciones generales en España, con la presencia de Yolanda Díaz liderando la iniciativa. A partir de junio de ese mismo año, Sumar comenzó un «proceso de escucha» por todo el país para conocer las necesidades de la ciudadanía y construir un proyecto político que las representara.
A pesar de que Sumar fue el nombre provisional elegido para la organización, Yolanda Díaz aclaró que se trataba de un «lema» y que el proyecto final tendría otro nombre. El primer acto público de la iniciativa tuvo lugar el 8 de julio en el Matadero de Madrid, y contó con la participación de más de 5000 personas.

###### Candidatura a la presidencia del Gobierno (2023)

Imagen de la coalición electoral Sumar para las elecciones de 2023

El 2 de abril de 2023, Sumar presentó su proyecto en el polideportivo Antonio Magariños de Madrid de cara a las elecciones, con Yolanda Díaz como candidata a la presidencia del Gobierno, y el 31 de mayo de 2023 se registró como partido político con el nombre de Movimiento Sumar y la sigla SMR en el Registro del Ministerio del Interior.
De cara a las elecciones generales del 23 de julio de 2023 Movimiento Sumar impulsó una coalición electoral denominada Sumar, la cual está formada por 20 partidos y viene a ocupar el espacio político dejado por Unidas Podemos. Yolanda Díaz se convierte en líder de la coalición y en candidata a la presidencia del Gobierno de España.

#### Ministra de Trabajo y Economía Social (desde 2023) y Vicepresidenta del III Gobierno Sánchez (desde 2023)

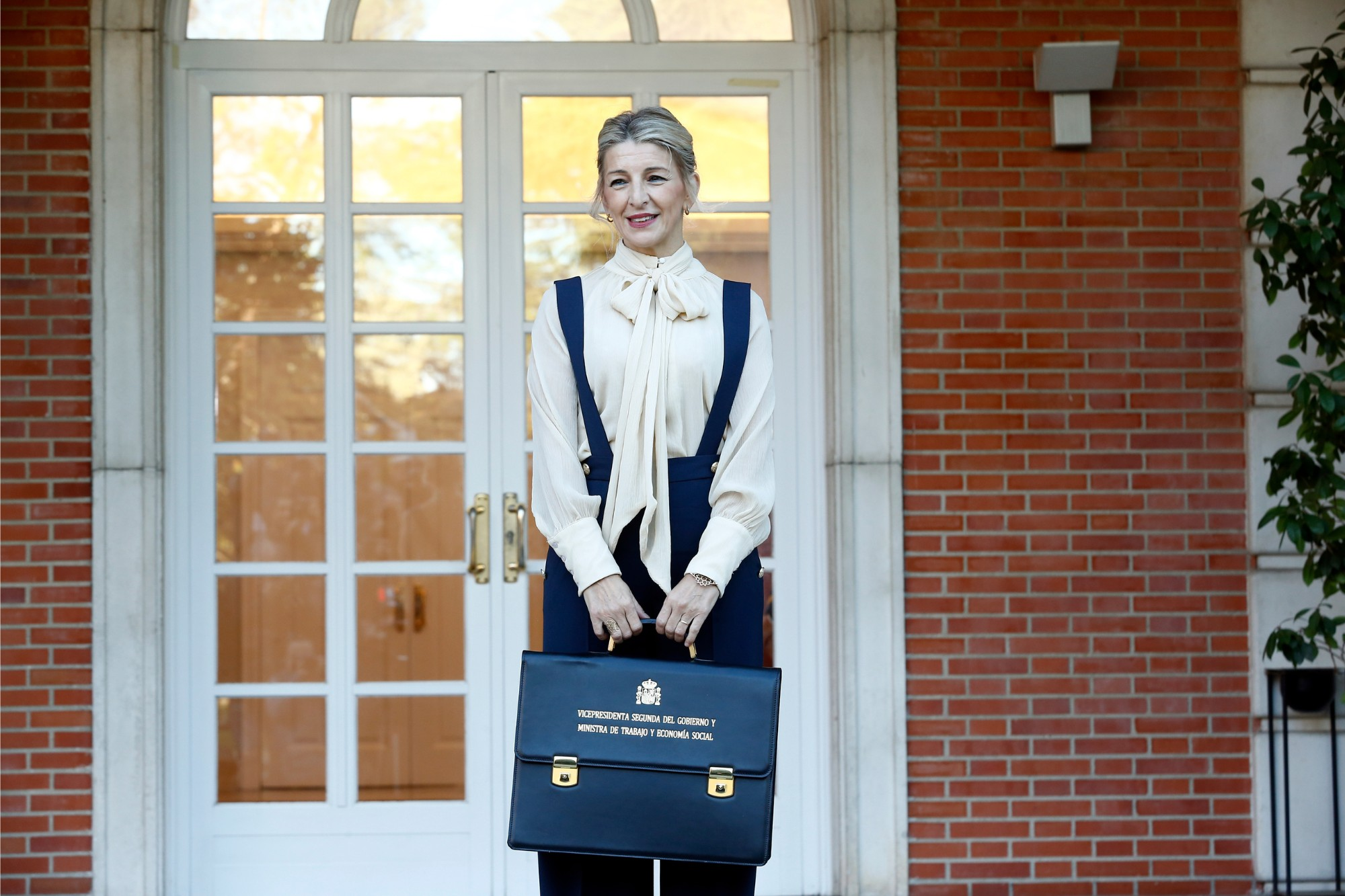
Díaz, en el palacio de la Moncloa

Una vez constituida la XV Legislatura después de las elecciones, Sumar comenzaría con el PSOE las negociones para una reedición de un gobierno de coalición. El 24 de octubre Yolanda Díaz comparece junto al candidato de la presidencia Pedro Sánchez anunciando el apoyo de Sumar a la investidura del líder del PSOE. Entre las medidas del pacto de investidura estaba la reducción de la jornada laboral a 37,5 horas semanales, una revisión más ambiciosa de la Ley de Cambio Climático y la derogación de la «ley mordaza». El 21 de noviembre, fue nombrada de nuevo vicepresidenta segunda y ministra de Trabajo y Economía Social del Gobierno de España, en el tercer gobierno de Pedro Sánchez.

##### Subida del salario mínimo
La patronal de los empresarios españoles (CEOE) propuso subir el salario mínimo un 3 % en 2024 y otro 3 % para 2025, los sindicatos un 5 % en 2024. El Gobierno y los sindicatos expresaron su voluntad por firmar un aumento del 4 % en 2024. Yolanda Díaz, ministra de Trabajo, de Sumar, indicó que si la patronal no buscaba el acuerdo tripartito, el Gobierno buscaría un acuerdo bipartito con los sindicatos, lo que finalmente sucedió, elevando el salario mínimo un 5 % en 2024, lo que supone subirlo 54 €, desde los 1080 € hasta los 1134 €.

##### Reforma del despido por incapacidad permanente
El Gobierno de Pedro Sánchez, con Yolanda Díaz al frente del Ministerio de Trabajo y Economía Social, reformó el artículo 49.1 del Estatuto de los Trabajadores para impedir que una incapacidad permanente sobrevenida pudiera ser causa de despido. Desde 2024, la empresa no podrá decidir unilateralmente el despido. En su lugar, la empresa debe realizar «ajustes razonables» para permitirle al trabajador conservar su empleo o reubicarle si los ajustes no son viables. Solo estaría justificado el despido si los ajustes no son asumibles o no hubiese vacantes para reubicarle. Aunque la reforma laboral de 2022 ya contempló cambios al respecto, el cambio viene motivado por una sentencia del Tribunal de Justicia de la Unión Europea (TJUE). «La persona con discapacidad va a poder elegir si quiere que su relación laboral se extinga o si quiere permanecer en el puesto de trabajo», explicó la ministra.

##### Dimisión como coordinadora de Sumar (2024)
La coalición electoral Sumar concurrió a principios de 2024 en las elecciones autonómicas de Galicia, País Vasco y Cataluña. En ninguna de estas elecciones logró buenos resultados. Yolanda Díaz mantuvo la intención de concurrir electoralmente en las elecciones europeas del 9 de junio, con Estrella Galán a la cabeza. En dichas elecciones Sumar obtuvo 3 diputados de 61, unos resultados valorados negativamente por los integrantes de la coalición, especialmente por Izquierda Unida, partido que se quedó sin representación parlamentaria. Como consecuencia, el 10 de junio de 2024 Yolanda Díaz anunció que abandonaba sus cargos orgánicos en Sumar. Se mantuvo al frente de la vicepresidencia del Gobierno y del ministerio de Trabajo.

##### Subida del subsidio por desempleo
En junio de 2024, el Gobierno aprobó una subida de 90 € en el subsidio por desempleo, que es una ayuda que pueden pedir las personas en paro al acabárseles la prestación por desempleo. Anteriormente, era del 80 % del IPREM, es decir, de 480 €. A partir de junio de 2024, se fija en 570 € durante los seis primeros meses, lo que representa el 95 % del IPREM.

##### Permisos en caso de eventos catastróficos
El 23 de octubre de 2024, el Gobierno de Pedro Sánchez, con Yolanda Díaz al frente del Ministerio de Trabajo y Economía Social, aprobó por la vía de urgencia, tras las inundaciones de la DANA de 2024 en España, lo que en prensa se llamó «permisos climáticos», es decir, modifica el artículo 37.3 del Estatuto de los Trabajadores para incluir el derecho de los trabajadores a recibir un permiso retribuido de hasta 4 días, prorrogables en caso de forzosa necesidad, en el caso de ocurrir una catástrofe, debido a la imposibilidad de acceder al puesto de trabajo o de realizar sus labores, o de existir riesgo grave o inminente, también por fenómenos meteorológicos adversos, prohibiendo la rescisión del contrato laboral por esta causa. Estos permisos también fueron de aplicación durante el apagón del 28 y 29 de abril de 2025 si existía imposibilidad de trasladarse o de realizar el trabajo.

##### Reducción de la jornada laboral
Sumar estableció que la reducción de la jornada laboral, sin reducción salarial, iba a ser la medida estrella del Ministerio de Trabajo durante el tercer gobierno de Pedro Sánchez. La última vez que la legislación española recogió una reducción fue en 1983, cuando se consiguieron 40 horas semanales. Por su parte, la jornada de 8 horas diarias se había mantenido inamovible desde 1919.
Concretamente, en el pacto de gobierno se recogía reducir la jornada laboral desde las 40 horas semanales a las 37,5 horas.En 2024, aproximadamente 12 millones de trabajadores españoles tenían la jornada de 40 horas, y un 17 % del total ya tenía 37,5 horas o menos.La reducción no supondría una disminución del sueldo. La medida contaba con el apoyo de los sindicatos, pero enfrenta oposición por parte de la patronal (CEOE y CEPYME) y de algunos partidos políticos, como el PP, Vox y Junts per Catalunya.
La previsión inicial era aplicar una primera reducción hasta las 38,5 horas en 2023, y a 37,5 horas en 2024.Esta previsión no se pudo cumplir.A finales de 2024, Díaz se comprometió a que los asalariados españoles tuvieran el 1 de enero de 2026 una jornada de 37,5 horas semanales, prometiendo que el 31 de diciembre de 2025 sería el último día que en España alguien tuviera 40 horas de jornada.
El 5 de febrero de 2025, el Consejo de Ministros aprobó el anteproyecto de ley para reducir la jornada de 40 a 37,5 horas semanales, sin reducción salarial. La reforma debe ser aprobada por el Congreso de los Diputados y publicarse en el Boletín Oficial del Estado (BOE) para su entrada en vigor. Diversas encuestas realizadas en 2024 y 2025 muestran que la amplia mayoría de los ciudadanos apoyan esta medida. Por ejemplo, un barómetro de laSexta indicó que el 68,1 % de los españoles está a favor de la reducción, mientras que un 31,7 % se muestra en contra. Otra encuesta realizada por el instituto 40dB. para El País y la Cadena SER reflejó que dos de cada tres españoles respaldan la medida. El apoyo varía según la afiliación política y la edad. Entre los votantes de partidos progresistas como Sumar y el PSOE, el respaldo es casi unánime, alcanzando el 100 % y el 99 % respectivamente. En cambio, entre los votantes del PP, el 58,9 % rechaza la reducción, aunque más del 41 % la considera positiva. Entre los votantes de Vox, el 94 % se opone a la medida. El apoyo es mayor entre los jóvenes, con un 72 % de la generación Z (18-26 años) y un 73 % de los mileniales (27-42 años) a favor de la reducción de la jornada laboral.

##### Estatuto del Becario

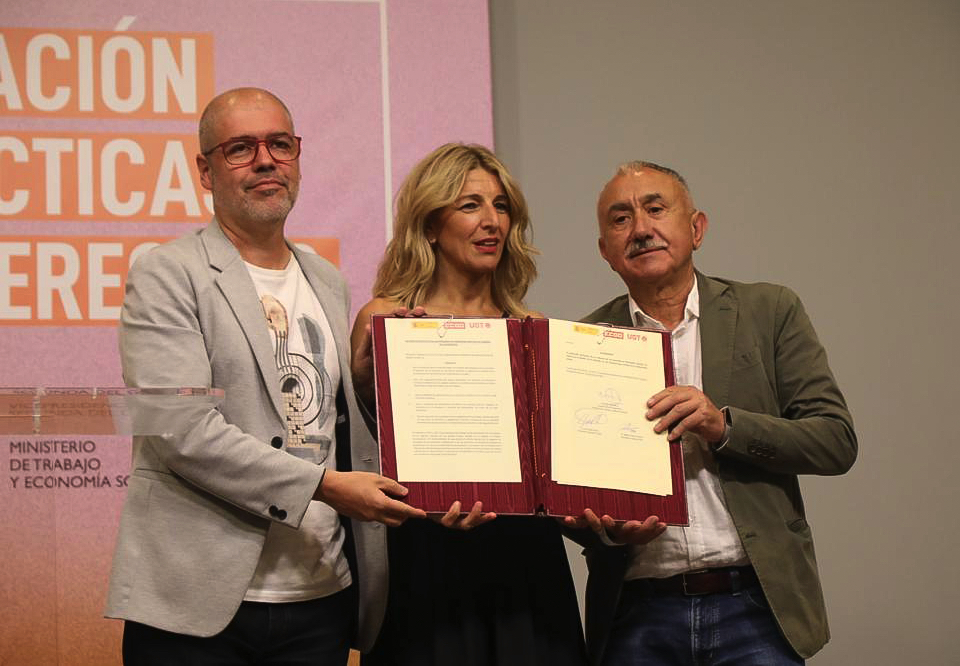
Unai Sordo, secretario general de CC. OO., Yolanda Díaz, vicepresidenta segunda del Gobierno y ministra de Trabajo y Economía Social, y Pepe Álvarez, secretario general de UGT, en la firma del llamado Estatuto del Becario, en junio de 2023

En junio de 2023, la vicepresidenta segunda del Gobierno y ministra de Trabajo y Economía Social, Yolanda Díaz, el secretario general de CC. OO., Unai Sordo, y el secretario general de UGT, Pepe Álvarez, firmaron el acuerdo de creación del denominado Estatuto del Becario, paso previo a impulsar una norma para que las personas que realizan prácticas en empresas tengan un marco regulatorio más estricto y evitar así su contratación como «falsos becarios» o trabajadores precarios. Este acuerdo, no aprobado aún oficialmente a fecha de abril de 2025, establece que los becarios deberán recibir una compensación mínima que cubra los gastos en los que incurran, como transporte, manutención y alojamiento, para evitar que las prácticas supongan un coste para el estudiante. Los estudiantes tendrán asimismo derecho a acceder a los mismos servicios que los trabajadores de la empresa, como comedores, transporte interno o áreas de descanso, además de vacaciones. El acuerdo también fija límites a la contratación de becarios: no deberán suponer más de un 20 % de la plantilla de las empresas, con un máximo de 2 estudiantes en las Pyme. Las prácticas deberán poderse compatibilizar con el cobro de la prestación o el subsidio por desempleo y, en el caso de los estudiantes universitarios, las prácticas extracurriculares no deberán superar las 480 horas anuales.
El texto del acuerdo contó con una férrea oposición por parte de la patronal de los empresarios (CEOE y CEPYME), genera desacuerdos entre los dos partidos socios de Gobierno, ya que el PSOE argumenta que las asociaciones mayoritarias de empresarios no dieron el visto bueno a la medida por la cercanía de las elecciones generales del 23 de julio, y aún debe ser aprobado como proyecto de ley en el Congreso de los Diputados, donde también enfrenta oposición por parte de algunos partidos políticos.